# Roodkapparkiet
De roodkapparkiet (Purpureicephalus spurius) is een vogel uit de familie Psittaculidae (papegaaien van de Oude Wereld). Deze parkiet is endemisch in zuidwestelijk Australië.

## Kenmerken
De vogel is 36 cm lang en weegt 98 tot 156 g. Het is een veelkleurige parkiet, met een rode kopkap en een geelachtig groen "gezicht". De borst en buik zijn paars en de "dijen" en anaalstreek zijn rood. Van boven is de parkiet groen. De vleugels zijn donkerder groen en aan de onderkant dof blauw van kleur. De staart is groen en wordt naar het eind toe donkerder en blauw. Het vrouwtje is wat doffer van kleur.

## Verspreiding en leefgebied
Deze soort is endemisch in de uiterste zuidwestelijke hoek van West-Australië, merendeels binnen 100 km van de kust. Het leefgebied bestaat uit Eucalyptusbos, zowel natuurlijk bos als aangeplant bos en agrarisch gebied. De vogel is een cultuurvolger die ook parken, boomgaarden en buitenwijken bezoekt.

## Status
De grootte van de wereldpopulatie is niet gekwantificeerd. De vogel is redelijk algemeen en neemt mogelijk nog in aantal toe. Om deze redenen staat de vogel als niet bedreigd op de Rode Lijst van de IUCN. De vogel staat in de Bijlage II van het CITESverdrag.